# Wil Waardenburg
Wilhelmina Isabella Henriëtte (Wil) Waardenburg (Arnhem, 16 januari 1915 – Amersfoort, 10 juni 1997) was een Nederlandse muziekpedagoge en -therapeute. Zij introduceerde en ontwikkelde vanaf begin jaren 50 in samenwerking met de psycholoog Maks Kliphuis en studenten van de S.P.O. Middeloo in Amersfoort een specifieke muziektherapeutische methodiek, gebaseerd op de creatief-procestheorie, waarin de beveiligende en bevrijdende functie van "spel" centraal staat.

## Afkomst
Wil Waardenburg groeide op als de oudste van vijf kinderen in een gezin met intensieve sociale, muzikale en intellectuele interesses. Haar vader, de Arnhemse oogarts en geneticus dr. Petrus Johannes Waardenburg (1886-1979) sprak naast zijn werk ook op cursussen o.a. op de Volkshogeschool Allardsoog in Bakkeveen. Haar broer Herman werd longarts. Van de tweelingzussen Karin en Virginie studeerde Karin sociale geografie en werd docent aardrijkskunde. Virginie koos voor de studie aan de kunstacademie en werd docent tekenen en handvaardigheid. Zij verzorgde veel boekillustraties, o.a. in de door haar zwager Jan Boeke geredigeerde zangbundel "Vrolijk zingen wij" (1953) voor het C.J.V.F. en het C.J.M.V. (zie Nederlandsch Jongelings Verbond). Haar zus Ellen studeerde geschiedenis: zij werd later conservator. De musicus en muziekpedagoog Henk Waardenburg is haar neef.

## Opleiding
Na opleiding aan een klein gymnasium te Arnhem twijfelde zij lange tijd tussen een studie geneeskunde of een professionele muziekopleiding. Uiteindelijk koos zij echter voor de sociale academie CICSA (Centraal Instituut voor Christelijke Sociale Arbeid) in Amsterdam. Na die studie met een examen te hebben afgesloten deed Wil een opleiding psychosociaal werk, en had veel profijt van haar contact met onder anderen Hans Keilson.
In de jaren 30 legde zij staatsexamen piano af. Ook daarna bleef zij zich professioneel verder ontwikkelen als musicienne, muziekpedagoge en muziektherapeute. In 1944 nam zij deel aan een vakantiecursus Algemeen Vormend Muziekonderwijs van Willem Gehrels. Aan deze cursusweek namen onder anderen musici deel zoals haar vriendinnen Renske Nieweg en Miep Zijlstra. Van eind 1949 tot halverwege 1951 studeerde zij in Zwitserland oude muziek aan de Schola Cantorum Basiliensis, onder meer bij August Wenzinger en Ina Lohr. Zeker met de laatste raakte zij bevriend.

## Werk
Waardenburg werkte vanaf begin jaren 40 in de kinderbescherming als groeps- en later als activiteitenbegeleidster op het gebied van handenarbeid, instrumentenbouw, muziek en drama in het jeugdzorgtehuis Zandwijk van de Stichting Maatschappij Zandbergen te Amersfoort, en later ook in de bij diezelfde organisatie behorende tehuizen Treekerbergje, Ortthuis en Ingeborg aldaar. In die tijd raakte zij, samen met haar directrice Hertha Müller Kühlenthal en de orthopedagoog Daniël Quirin Mulock Houwer nauw betrokken bij de plannen voor de in 1946 mede door haar opgerichte Amersfoortse opleiding sociaalpedagogische hulpverlening S.P.O. Middeloo, die eind 20e eeuw na enkele fusies is opgegaan in de Hogeschool Utrecht.
Sinds de oprichting in 1946 was Wil Waardenburg bij Middeloo stafdocent muziek en methodiek. Naast privé lessen verzorgde zij bij dat instituut het onderwijs in groepsbegeleiding muzikale activiteiten, spel en instrumentenbouw in jeugdzorg en kinderbescherming. Speciale aandacht ging daarbij uit naar door de oorlog getraumatiseerde kinderen uit gezinnen van zowel oorlogsslachtoffers als NSB'ers. Na de benoeming in 1952 van de psycholoog drs. Maks Kliphuis was zij samen met hem voor haar vakgebied al snel betrokken bij onderzoek en methodische ontwikkelingen in psychiatrisch werk. Zij werd begin jaren 60 op Middeloo hoofd van de door haar opgerichte afdeling (parttime) Voortgezette Opleiding Muziek, die in 1970 als (fulltime, vierjarige) opleidingssectie muziektherapie is voortgezet, en zij bleef zich ook in latere jaren steeds in de praktijk bijscholen. Waardenburg was werkzaam in het Willem Arntsz Huis in Utrecht, de St. Josephstichting in Apeldoorn en op de kinderpsychiatrische (buiten)kliniek Het Vossenveld in Soest. Zeker in deze laatste instelling hield zij zich ook bezig met cursussen voor het begeleidende verzorgend personeel.

## Creatief-procestheorie
Samen met de psycholoog Kliphuis, haar collega’s en de studenten ontwikkelde Waardenburg de creatieve procestheorie: de wetenschappelijke basis waarop de Sociaal Pedagogische Opleiding Middeloo haar therapeutische visie bouwde.
In de brochure uit 1987 Omtrent Middeloo, bij gelegenheid van het 40-jarig bestaan, worden enkele fundamentele theoretische inzichten van deze voortdurend zich verder ontwikkelende theorie als volgt omschreven. In enkele zinnen (te) kort samengevat komt de creatief-procestheorie op het volgende neer:
- Leren en menselijke ontwikkeling is te begrijpen en te benoemen als het zich voltrekken van creatieve processen.
- Helpen bij leren en ontwikkeling is te begrijpen en te benoemen als het maken van voorwaarden waaronder creatieve processen kunnen ontstaan.
- De grootste belemmering bij het tot stand komen van creatieve processen is normativiteit, de grootste belemmering bij het verlenen van hulp is de normativiteit van de helper.
- Creatieve processen voltrekken zich bij uitstek in situaties waarin met grenzen geëxperimenteerd kan worden, omdat het maar 'alsof'-situaties zijn, d.w.z. in situaties die als spel begrepen en ervaren kunnen worden.

In dat raam kwam onder meer een “appellijst” tot stand. Deze lijst omvatte de diverse behoeften die achtereenvolgens aan bod komen in de ontwikkelingsfasen van een kind, zoals die door de psycholoog Erik Erikson in “Het kind en de samenleving” zijn ontwikkeld. Hiermee kon voor diverse materialen (waaronder ook instrumenten, gereedschappen enz.) beschreven worden op welke behoeften vooral een appel zou kunnen worden gedaan in een therapie, wat methodisch hanteerbare therapeutische openingen bood ten bate van de voor creatieve therapie geïndiceerde patiënten. Op grond daarvan kon voor elke patiënt in de loop van de therapie een zgn. behoeftenhiërarchie opgesteld worden, van niet toelaatbare tot wel aanvaarde behoeften, en kon de therapeut (via allerlei met veiligheid omgeven spelvormen: “het is maar spel”) proberen de patiënt langzaam in contact te brengen met diens afgeweerde behoeften.
Met het activeren van c.q. mogelijkheden scheppen voor diens eigen creativiteit bevestigt en versterkt de therapeut bij de cliënt/patiënt diens “gezonde” kanten en mogelijkheden, en opent daarbij tegelijkertijd de mogelijkheden om, soms als het ware terloops, ook toe te komen aan het ontdekken van moeilijker toelaatbare gevoelens. Dit bevestigt en versterkt aldus diens gevoel van eigenwaarde en vertrouwen in zichzelf, wat weer de basis is voor meer zelfacceptatie. Met als bedoeld gevolg, dat de patiënt niet zozeer geneest, als wel anders met zijn problemen om kan gaan. Een creatief proces bij de patiënt, dat hem uiteindelijk adequater, hopelijk gelukkiger en harmonischer kan doen functioneren in onze, of op zijn minst de eigen realiteit. Tijdens dat proces, juist door het zelf actief zijn, ontdekt hij hoe hij de dingen aanpakt en reageert; en als hij zich dat niet bewust is of wordt, dan zal de therapeut wanneer hij merkt dat de cliënt/patiënt daaraan toe is, dit spiegelen, iemand in het spel hiermee confronteren, speels verleiden of uitdagen tot ander gedrag c.q. andere manieren van reageren.
Via muziek kon geappelleerd worden aan een zeer breed behoeftenspectrum, zoals dat ook het geval was in de diverse andere “medium”-gebieden: de verschillende specialisaties zoals handenarbeid (“beeldend” in het Jelburg-jargon), “drama” en later ook “tuin”. Elk mediumgebied had iets extra’s in zich, zoals bijvoorbeeld mediumspecifieke eigenschappen. Maar het zou in hoge mate van de creativiteit en vaardigheid van de therapeut afhangen hoe die in zijn of haar medium het hele spectrum zou weten in te zetten en te hanteren. Immers: de ontwikkelingsfasen met bijbehorende behoeften lopen nooit zo mooi van het een in het ander over als in een theorie wordt voorgesteld.
Het creatief proces werd ook ingezet in de structurele opbouw van de opleiding. Dat maakte de opleiding weliswaar uniek, maar bracht ook problemen met zich mee, voor studenten, en daarmee ook voor docenten. Als student jezelf de lesstof proefondervindelijk eigen maken in een creatief proces riep namelijk dikwijls een beeld van vaagheid en hevige gevoelens van onzekerheid op. Want via het aangeboden lesmateriaal, en met name bij de daartoe gevraagde zelfwerkzaamheid (spelvormen ontwikkelen, van alles uitproberen in muzikale èn buitenmuzikale activiteiten en middelen) kwam bij betrokkenen de eigen behoeftenhiërarchie naar voren: zowel toegestane als niet toegestane behoeften. En daarop werd in de opleiding ingespeeld met opdrachten die de liever omzeilde behoeften beoogden aan te pakken. En precies aldus maakte de student in het zelf ervaren van de methodiek zelf een creatief proces door als leerproces in dienst van de attitude-ontwikkeling bij de toekomstige therapeut. Naast (cognitieve) kennisverwerving met betrekking tot de achterliggende theorie moesten dit soort aspecten geïntegreerd worden in methodieklessen en individuele supervisie.
Geen eenvoudige opgave voor een opleiding aan jonge mensen, die liever duidelijke, concrete opdrachten aangereikt zouden krijgen, kennis willen opdoen, en voor wie inzicht in eigen creatief proces nog heel moeilijk zal zijn, zulks ondanks een structurele training in zelfreflectie. Die kregen zij via begeleidende supervisie tijdens de stageperiode, die met name was gebaseerd op tevoren vervulde opdrachten tot reflectieve verslaglegging van hun eigen werken en de bespreking ervan met de begeleidende vakdocent. De bewustwording van je eigen behoeftenhiërarchie als student verliep via een zogenaamde muzieklijst waar allerhande muzikale en buitenmuzikale thema’s in stonden en waarmee je werkte binnen het hoofdvak muziek. Daarnaast kregen de studenten muziektheorie, (muziek-) geschiedenis, diverse instrumentale vakken, improvisatie, koor en ensemble, alsook stemvorming en uiteraard menskundige vakken.
Deze opzet van de opleiding werd niet altijd voldoende begrepen, zelfs door sommige docenten niet – en er waren er ook die het er niet helemaal mee eens waren. Veel studenten hadden moeite met de onduidelijkheid en onzekerheden die werden opgeroepen door de eisen tot zelfreflectie en afbouw van eigen normativiteit in je benadering ten aanzien van het gedrag van cliënten en hun producten.
De fusies in de jaren 80 maakten het er niet beter op. Het tijdsgewricht veranderde: met eisen inzake evident based aanpak, vaste protocollen, probleemgestuurde, cognitieve, niet ‘kunst’-gerelateerde benaderingen; met de Middeloo-methode weinig of niet vertrouwde docenten; de maatschappelijke noodzaak om erkenning voor het vakgebied te krijgen; de economische efficiency drive – dat alles heeft er toe bijgedragen dat als gevolg van de fusies in de jaren 80 de typische Middeloo-opleidingsstructuur verloren is gegaan. De creatief-procestheorie werd hoogstens geconsolideerd in plaats van verder ontwikkeld. De oorspronkelijke Middeloo-docenten bleven trouw aan hun vakgebied en de daar ontwikkelde visie, maar het was niet meer ingebed in een totaalstructuur van de opleiding; anderen zagen zich soms genoodzaakt de appellijst gebruiken zonder de achterliggende context en knowhow. De oorspronkelijke Middeloo-visie lijkt vooralsnog geen mainstream meer in de muziektherapie.

## Buitenlandse contacten
Waardenburg onderhield diverse contacten in Duitsland om daar bekendheid te geven aan de muziektherapie zoals die in Middeloo werd uitgewerkt; zij genoot in vakkringen mede daardoor bekendheid en waardering. Jaarlijks trokken Duitse en Zwitserse studenten naar Amersfoort om daar een opleiding muziektherapie te volgen.

## Andere activiteiten
Vanaf begin jaren 40 was zij intensief, studieus en veelzijdig stimulerend actief in de Amersfoortse zanggroep “Het Nederlandse Lied”, in 1940 opgericht en tot 1985 geleid door haar vriendin Renske Nieweg. Onder meer verzorgde zij voor die gemeenschap tijdens jaarlijkse muziekkampen studieuze cultuurhistorische voordrachten, alsmede spelactiviteiten, waarvoor zij in de literatuur verhalende teksten uitzocht en tot spel bewerkte.
In de jaren 50 was zij lid van het ensemble De Reizende Cantorij onder leiding van Jan Boeke.
Ook gaf zij algemeen vormend muziekonderwijs, instrumentale lessen (klavecimbel, blokfluit, gamba) en ensemble aan de Amersfoortse muziekschool.
Wil Waardenburg bleef ongehuwd en was tot aan haar pensioen aan Middeloo verbonden.

## Publicaties
Waardenburg was auteur onder meer van bijdragen in:
- Lex Wils (ed.) “Bij wijze van spelen. Creatieve processen bij vorming en hulpverlening” (Samsom, Alphen aan den Rijn 1973; 3e oplage 1977):
- “Muziek” (pp 217 t.m. 299)
- “Wat maakt een activiteitengebied hanteerbaar?” (pp 300 t.m. 328, met de psycholoog Maks Kliphuis).

Voorts van andere publicaties op het gebied van muziektherapie, zoals:
- “Creatieve therapie muziek in een psychiatrisch ziekenhuis”, in: Documentatiebladen voor Kreatieve Therapie, op p36vv van jrg.8, no 3 (1972), een aflevering gewijd aan het 25-jarig bestaan van Middeloo
- “Zo dat ze me kunnen horen: momentopnamen van Wil Waardenburg uit haar praktijk van het beoefenen van muziektherapie en het opleiden daarvoor” (met Lex Wils; Middeloo 1979)
- "Struktuurelementen in de kreatieve-procestherapie, in: Tijdschrift voor Kreatieve Therapie 1981, nr5, pp 149-156

Van haar hand zijn ook talrijke liedzettingen voor zang- en speelgroepen in huismuziek; o.m. in de bijlagen bij het tweemaandelijkse Mededelingenblad van de Vereniging voor Huismuziek (1952-1992), en in band 1 van “Nederlandse volksliederen in verschillende bewerkingen” Jan van Biezen en Jaap Geraedts (Snoek, Rotterdam z.j.).
Voorts plaatste zij een necrologie van Ina Lohr (1903-1983) in Muziek & Onderwijs, 21e jrg. no 3, jan-febr. 1984.

Over Wil Waardenburg ook relevante informatie in: Johan Quaghebeur in samenwerking met Joergen Mispelblom Beijer Overleven in Sperrgebiet, Een kindertehuis in Den Treek als onderduiklocatie tijdens WOII, Historische Kring Leusden, 2023.